# Scophthalmus maeoticus
Espèce
Scophthalmus maeoticus ou Psetta maeotica est une espèce de poissons plats de la famille des Scophthalmidae. Elle vit en Mer noire et en Mer d'Azov.